# Chatka na Szczytkówce
Chatka na Szczytkówce – nieistniejąca obecnie chatka studencka, położona w Beskidzie Żywieckim na północno-wschodnich stokach Muńczoła (1165 m n.p.m.). Obiekt znajdował się na terenie przysiółka Szczytkówka na wys. ok. 850 m n.p.m.

## Historia
Pierwsza chatka na Szczytkówce prowadzona była przez Zrzeszenie Studentów Polskich Wydziału Prawa i Administracji Uniwersytetu Śląskiego w Katowicach. Spłonęła doszczętnie w nocy 28/29 listopada 1996 roku.
W kolejnych latach zawiązało się Stowarzyszenie "Szczytkówka", którego celem była odbudowa schroniska. Obiekt odbudowano i ponownie oddano do ruchu turystycznego w 2007 roku - działał głównie w weekendy. Budynek spłonął ponownie 21 kwietnia 2015 roku. 

## Dojście
Dojście do chatki odbywało się ze  szlaku zielonego, biegnącego z Ujsoł przez Muńczoł na Halę Rycerzową (węzeł szlaków). Można było także dojść z doliny potoku Cicha.